# Olivier Schaffter
Olivier Schaffter (ur. 7 października 1964 w Lozannie) – szwajcarski judoka. Dwukrotny olimpijczyk. Zajął 34. miejsce w Seulu 1988 i 22. miejsce w Barcelonie 1992. Walczył w wadze półśredniej.
Siódmy na mistrzostwach świata w 1991; uczestnik zawodów w 1985, 1987 i 1989. Startował w Pucharze Świata w 1991 i 1992 roku. Srebrny medalista mistrzostw Europy w 1992; siódmy w 1989. Wicemistrz Europy juniorów w 1983; trzeci w 1984 roku.

## Letnie Igrzyska Olimpijskie 1988
| Konkurencja | Eliminacje           | Klas. końcowa |
| Konkurencja | Przeciwnik I         | Miejsce       |
| ----------- | -------------------- | ------------- |
| 78 kg       | Jason Morris (USA) P | 34.           |

## Letnie Igrzyska Olimpijskie 1992
| Konkurencja | Eliminacje                 | Eliminacje                | Klas. końcowa |
| Konkurencja | Przeciwnik I               | Przeciwnik II             | Miejsce       |
| ----------- | -------------------------- | ------------------------- | ------------- |
| 78 kg       | Nacanieli Qerewaqa (FIJ) Z | Bertrand Damaisin (FRA) P | 22.           |